# Nationaal Schaakgebouw
Het Nationaal Schaakgebouw (NSG) aan Van Speijkstraat 1 is een gemeentelijk monument in het Zeeheldenkwartier, Den Haag. Het herenhuis in eclectische stijl is sinds 1926 ingericht als denksportcentrum voor de schaaksport. Het wordt beheerd door de vereniging 'Het Nationaal Schaakgebouw', dat nauw samenwerkt met het Koninklijk Schaakgenootschap Discendo Discimus, thans de hoofdgebruiker van het pand. Volgens Gert Ligterink is het NSG het mooiste clublokaal van Nederland.
Naast het schaken wordt in het gebouw ook andere denksporten gespeeld, waaronder Shogi, Japans schaak. Andere spelen, zoals Warhammer en adventure card games, zijn er eveneens te vinden. Er is voorts een klein schaakmuseum met onder ander de schaakstukken van Multatuli. De oorspronkelijke functie van nationaal schaakcentrum is echter sinds de Tweede Wereldoorlog naar Amsterdam verschoven en bevindt zich thans in het Max Euwe Centrum.

## Geschiedenis
In de loop van 1923 startte Discendo Discimus onder leiding van Alexander Rueb een actie om te komen tot een onafhankelijk onderkomen voor de beoefening van het schaakspel. Op 17 september 1926 werd het pand van Speijkstraat 1 in Den Haag gekocht, dat sindsdien de naam Nationaal Schaakgebouw droeg.
Vanaf de oprichting bewoonde en beheerde Rueb het pand. Hij stond aan de basis van de oprichting van de wereldschaakbond (FIDE), waarvan het kantoor tot 1944 in het pand gevestigd was; en bouwde er aan een waardevolle schaakbibliotheek. Tevens waren er diverse schaakverenigingen gehuisvest, waaronder Discendo Discimus.
Laskers zestigste verjaardag werd in 1929 in het herenhuis gevierd.
Aan het geregelde gebruik van het gebouw door schaakverenigingen kwam in 1944 een voorlopig einde, omdat het door de bezetter gevorderd werd. De door Rueb opgebouwde Bibliotheek van het Nationaal Schaakgebouw is toen verloren gegaan.
In 1945 werd het pand nog door het Militaire Gezag in beslag genomen, maar uiteindelijk werd het weer aan het NSG overgedragen en werd het pand op 30 mei 1947 heropend.
Fusies en daarmee gepaard gaande verhuizingen leidden later tot leegloop en thans is Discendo Discimus de voornaamste bewoner van het NSG.